# Công nhận các cặp cùng giới ở Armenia
Hôn nhân cùng giới và kết hợp dân sự không hợp pháp ở Armenia, mặc dù năm 2017, Bộ Tư pháp phán quyết rằng nước này phải công nhận tất cả các cuộc hôn nhân được thực hiện ở nước ngoài, bao gồm cả hôn nhân giữa những người cùng giới. Hiến pháp giới hạn hôn nhân với các cặp vợ chồng khác giới.

## Lịch sử
Năm 2006, một cặp đôi cùng giới đã tổ chức lễ cưới không chính thức tại quốc gia này trong Nhà thờ Etchmiadzin (Tòa thánh của Giáo hội Tông truyền Armenia). Bài báo đăng về cuộc hôn nhân ngẫu hứng này trên tờ báo "168 Zham" (168 giờ) đã gây ra một vụ bê bối và phẫn nộ của các cơ quan truyền thông bảo thủ địa phương, các chính trị gia và quan chức tôn giáo.
Kết hợp dân sự và hôn nhân cùng giới không hợp pháp ở Armenia và có rất ít tranh luận công khai xung quanh các vấn đề. Chính phủ có quan hệ chặt chẽ với Giáo hội Tông đồ Armenia, nơi phản đối hôn nhân cùng giới.
Sau sửa đổi năm 2015, Hiến pháp đọc:

"Điều 35. Tự do kết hôn

1. Một người phụ nữ và một người đàn ông đã đạt được độ tuổi kết hôn sẽ có quyền kết hôn và thành lập một gia đình với sự thể hiện tự do ý chí của họ. Độ tuổi kết hôn và thủ tục kết hôn và ly hôn sẽ được quy định bởi pháp luật. 

2. Một người phụ nữ và một người đàn ông có quyền bình đẳng như hôn nhân, trong thời kỳ hôn nhân và khi giải thể.

3. Tự do kết hôn chỉ có thể bị hạn chế bởi pháp luật với mục đích bảo vệ sức khỏe và đạo đức."
Vào ngày 18 tháng 10 năm 2017, Thứ trưởng Tigran Urikhanyan của Thịnh vượng Armenia đã đưa ra một dự luật có thể thay đổi Bộ luật Gia đình để tiếp tục cấm kết hôn cùng giới ở Armenia. Tuy nhiên, vào ngày 15 tháng 11 năm 2018, Chính phủ Armenia đã từ chối dự luật, trích dẫn cả Hiến pháp và Bộ luật Gia đình, đã cấm nó.